# Standardized uptake value

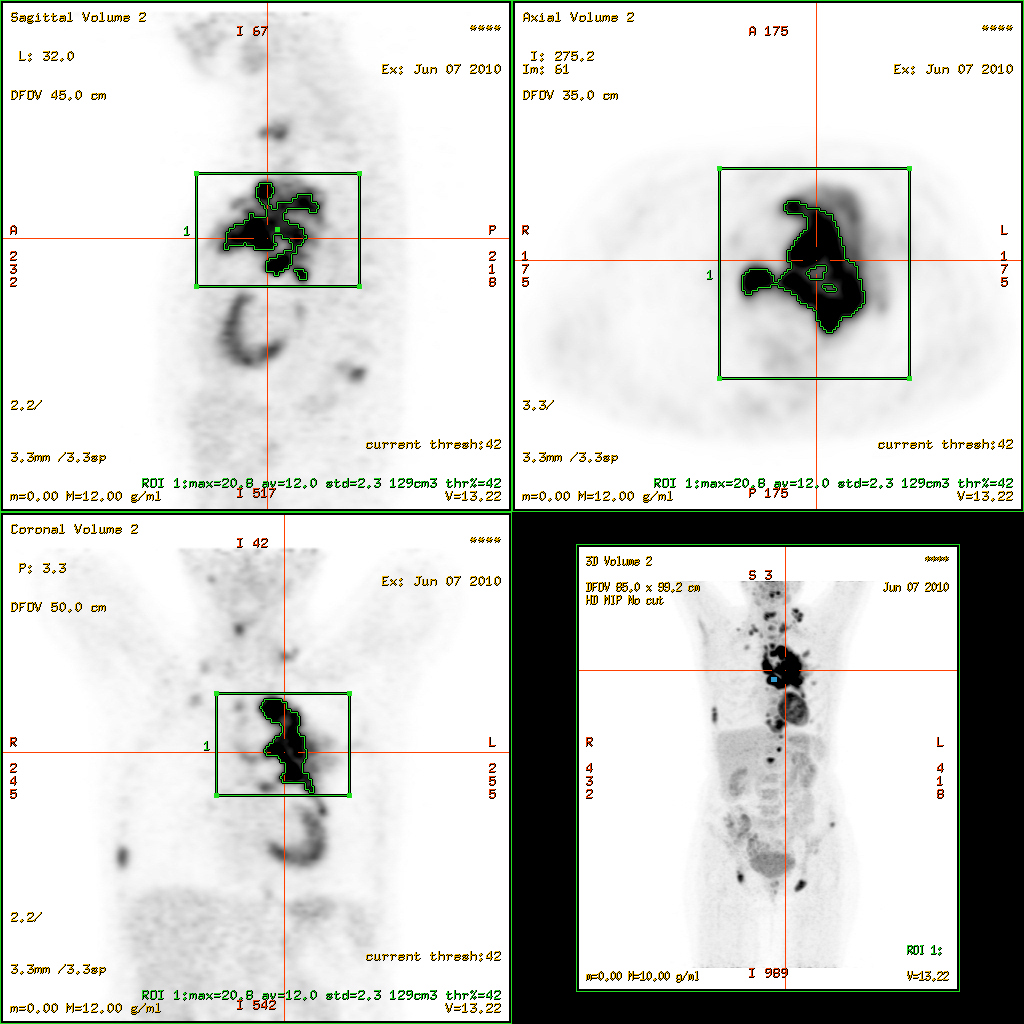
3-мерная модель с ФДГ с объёмной зоной интереса. Синяя точка на правом-нижнем изображении отмечает максимальный SUV в зоне интереса.

Standardized uptake value (SUV, стандартизированный уровень захвата, стандартизированный уровень накопления) — термин ядерной медицины, используемый в позитронно-эмиссионной томографии (ПЭТ), обозначающий отношение удельной радиоактивности в измеряемой области к общей введённой удельной радиоактивности. SUV используется для полуколичественного анализа накопления РФП в ткани.
SUV — это отношение концентрации радиоактивности, полученной на изображении c img , к концентрации введенной радиоактивности во всём теле c inj.
{\displaystyle SUV={\frac {c_{img}}{c_{inj}}}.}
Это усовершенствованный инструмент для идентификации и определения границ опухоли на основе эталонных значений, связанных с интересующим типом опухоли. Неверный SUV может испортить целостность клинического отчёта. 
Достоверность SUV зависит от нескольких важных допущений и приближений. Cущественно могут повлиять шумы изображения, низкое разрешение изображения и/или выбор области интереса.